# Crassatellopsidae
Crassatellopsidae zijn een uitgestorven familie van tweekleppigen uit de orde Actinodontida.